# 王景亮
王景亮（？—1646年），字武侯，號仙声，蘇州吳江人，明朝、南明政治人物。

## 生平
王景亮本名王佩，崇禎六年（1633年）舉應天府鄉試，崇禎十六年（1643年）成進士，獲授中書舍人。
甲申之變後，南奔。弘光時，與徐復儀主雲南鄉試，未成行，弘光朝廷覆亡，隆武帝繼位，王景亮遷任湖廣道御史，加太僕寺少卿及監軍，圖謀恢復南京。不久，又改巡按金華、衢州，兼視學政。隆武帝知道王景亮不遵從魯王監國的令印，特命其晉級。宗室朱議漎以巡撫聯絡南直隸、浙江，由他督理兵務，而徐錫禧以衢州督餉監軍和陳謙一同守衛。衢州靠近魯王的守地，政令混亂，魯王亦在該處置官，隆武朝廷擢升他為都御史巡撫，並奉命通好魯王，但沒有回音。隆武二年（1646年）八月，清兵迫近，派使者招降，王景亮斬殺使者。衢州失陷，他自經殉國。其侍從以金錢賄賂清兵，請求安葬，但清兵不准，並留下這個侍從為奴役，侍從隨即上吊自殺。

## 家族
曾祖王潮，礼部儒官。祖父王鲸。父王有光，礼部儒官。

## 引用
1. 1 2  錢海岳《南明史·卷四十八·列傳第二十四》：王景亮，字武侯，吳江人。崇禎十六年進士。授中書舍人。弘光時，命與徐復儀典雲南鄉試。未行，紹宗立，遷湖廣道御史，加太僕少卿、監軍，恢復南京。已巡按金、衢，兼視學政。
2. ↑  乾隆《吳江縣志·卷二十四·科第》：……（崇禎）六年癸酉（舉人）……王佩 後改名景亮，詳第
3. ↑  錢海岳《南明史·卷四十八·列傳第二十四》：以不奉魯王監國令印，特命晉級。宗室議漎以巡撫聯絡直、浙，景亮督兵。徐錫禧以衢州督餉監軍於陳謙共守。衢近魯王守地，政令不一，並時魯亦置官，擢景亮擢都御史巡撫，景亮奉命通好。居久之，未有以報。隆武二年八月，清兵迫，使來招降，斬之。城陷，自經死。小史某以金與清兵，求葬景亮，不許，且留為役，一夕經死。
4. ↑  《崇禎十六年癸未科進士三代履歷》：王景亮，仙声，易一房，己未年三月十一日生。吳江人，癸酉十七名，會試二百八十二名，三甲一百六十二名。工部觀政，甲申授中書，乙酉雲南主考。